# Майнер, Росс
Росс Майнер (англ. Ross Miner; 24 января 1991) — американский фигурист, выступающий в одиночном катании. Бронзовый призёр Чемпионата четырёх континентов 2012 года, дважды серебряный призёр чемпионата США (2013 и 2018 годов), бронзовый призёр финала юниорского Гран-при 2009 года и победитель национального чемпионата США среди юниоров 2009 года.
По состоянию на январь 2017 занимает 31-е место в рейтинге Международного союза конькобежцев (ИСУ).
Любимая книга Росса — роман «По ком звонит колокол» Эрнеста Хемингуэя.

## Биография

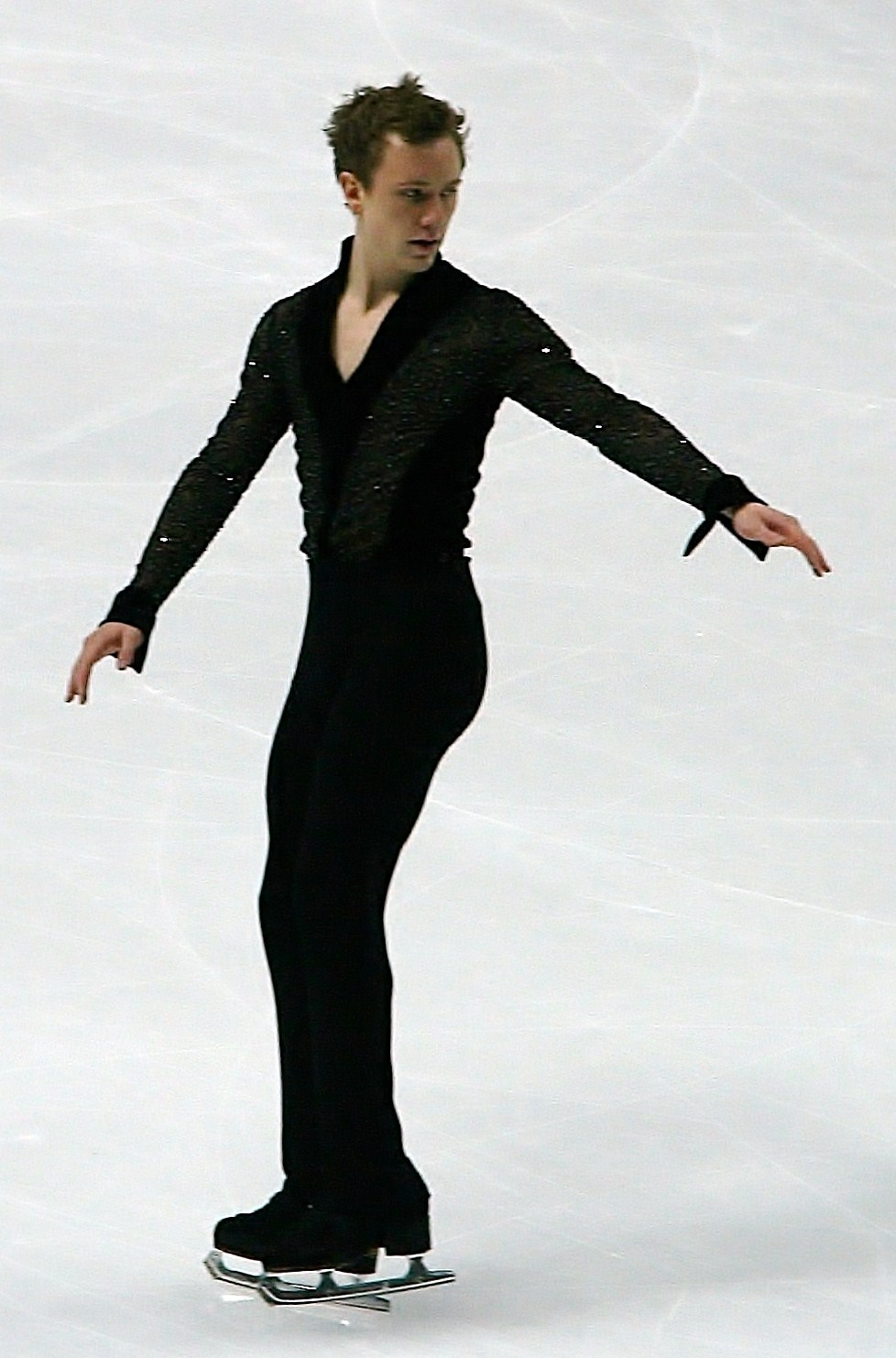
В короткой программе на ЧМ 2011

### Ранние годы
Росс Майнер родился в Берлингтоне, штат Вермонт. На коньки он встал ещё в три года, но поначалу стал заниматься хоккеем с шайбой. Катался он сперва на хоккейных коньках, но вскоре его заинтересовало фигурное катание, занятия по которому проходили как раз после его хоккейных тренировок. И вскоре мать Росса купила ему коньки, специально предназначенные для фигурного катания. Сам Майнер сообщал, что из-за слишком маленького размера его стоп пришлось купить коньки для девочек (которые, как правило, имеют белый оттенок) и перекрасить их в чёрный цвет. Помимо закрытых тренировок, Росс также катался на овальной площадке, что располагалась у дороги из его дома в Уиллистоне, а каждую зиму его отец даже строил ему каток на заднем дворе.
Занимаясь фигурным катанием, Майнер получал большое удовольствие от разучивания новых, уникальных фигур и трюков. Особенно ему нравилось выступать перед публикой. В свои ранние годы он представлял клуб Лэйк-Плэсида, и причём на занятия фигурным катанием он делал значительно больший упор, нежели на занятия хоккеем (причину этого он объяснял как то, что в Берлингтоне было по сути дела только три фигуриста, в то время как хоккеистов — пять тысяч). Каждое лето он посещал этот город и ценил возможность общаться с фигуристами со всей страны, которая ему представлялась там. В эти времена Росс участвовал на клубных соревнованиях по всей Новой Англии. Любопытно, что в течение двух лет Майнер в то же самое время являлся также членом команды по синхронному фигурному катанию. «На одной из арен Вермонта всё ещё можно найти фотографию, запечатлевшую меня вместе с моей командой по синхронному катанию — мои друзья часто использовали ту картинку, изображающую меня в том костюме, чтобы меня шантажировать!!!» — вспоминал Майнер впоследствии.

### Середина десятых годов
В начале 2015 года на национальном чемпионате он финишировал только шестым. В сентябре Майнер начал новый сезон. Дома выступил на турнире в Солт-Лейк-Сити, где выиграл бронзу. Через месяц он стартовал на этапе серии Гран-при Skate America, где занял седьмое место. На этапе Гран-при в России фигурист выступил значительно лучше. Он завоевал бронзовую медаль и улучшил все свои достижения. На национальном чемпионате Майнер финишировал пятым.
Новый предолимпийский сезон американский фигурист начал в середине сентября, где на домашнем турнире в Солт-Лейк-Сити занял шестое место. В конце октября американский фигурист выступал на этапе Гран-при в Миссиссоге, где на Кубке федерации Канады занял последнее место. В середине ноября он принял участие на своём втором в этом сезоне этапе Гран-при в Пекине, где на Кубке Китая занял предпоследнее место. В конце января 2017 года на национальном чемпионате в Канзасе он не сумел создать конкуренцию ведущим американским фигуристам и финишировал пятым.
В конце июля американский одиночник начал олимпийский сезон в Анахайме, где на летнем турнире финишировал победителем. Далее фигурист выступил в Монреале, где на турнире Autumn Classic International он финишировал в шестёрке. В начале октября принял участие в Эспоо, на Трофее Финляндии, где финишировал в пятёрке. В конце ноября выступил на домашнем этапе Гран-при в Лейк-Плэсиде, где финишировал в середине турнирной таблицы. На национальном чемпионате в начале года его выступление было неожиданном, он в борьбе выиграл серебряную медаль.

## Спортивные достижения

### После 2015 года
| Соревнования/Сезон                | 2015—2016 | 2016—2017 | 2017—2018 |
| --------------------------------- | --------- | --------- | --------- |
| Чемпионаты четырёх континентов    | 14        |           |           |
| Этапы Гран-при: Skate America     | 7         |           | 6         |
| Этапы Гран-при: Кубок Ростелекома | 3         |           |           |
| Этапы Гран-при: Skate Canada      |           | 12        |           |
| Этапы Гран-при: Кубок Китая       |           | 9         |           |
| Турнир в Солт-Лейк-Сити           | 3         | 6         |           |
| Турнир в Монреале                 |           |           | 6         |
| Finlandia Trophy                  |           |           | 5         |
| Чемпионаты США                    | 5         | 5         | 2         |

### До 2015 года
| Результаты                                     | Результаты    | Результаты    | Результаты    | Результаты    | Результаты    | Результаты    | Результаты    | Результаты    |
| Международные                                  | Международные | Международные | Международные | Международные | Международные | Международные | Международные | Международные |
| Соревнование                                   | 2007-08       | 2008-09       | 2009-10       | 2010-11       | 2011-12       | 2012-13       | 2013-14       | 2014-15       |
| ---------------------------------------------- | ------------- | ------------- | ------------- | ------------- | ------------- | ------------- | ------------- | ------------- |
| Чемпионат мира                                 |               |               |               | 11            |               | 14            |               |               |
| Чемпионаты четырёх континентов                 |               |               |               |               | 3             | 9             |               |               |
| GP Cup of China                                |               |               |               | 7             |               |               |               |               |
| GP NHK Trophy                                  |               |               |               | 9             | 3             | 3             |               | 7             |
| GP Skate Canada                                |               |               |               |               | 6             | 5             | 9             |               |
| U.S. Classic                                   |               |               |               |               |               | 3             |               | 2             |
| Мемориал Непелы                                |               |               |               |               |               |               |               | 4             |
| Турнир в Канаде                                |               |               |               |               |               |               |               | 1             |
| Международные: Юниорский уровень               |               |               |               |               |               |               |               |               |
| Юниорский чемпионат мира                       |               | 10            | WD            |               |               |               |               |               |
| Финал юниорского GP                            |               |               | 3             |               |               |               |               |               |
| юниорский GP                                   |               |               | 2             |               |               |               |               |               |
| юниорский GP                                   |               |               | 1             |               |               |               |               |               |
| Gardena Spring                                 | 2 J.          |               |               |               |               |               |               |               |
| Национальные                                   |               |               |               |               |               |               |               |               |
| Чемпионаты США                                 | 2 N.          | 1 J.          | WD            | 3             | 3             | 2             | 7             | 6             |
| Eastern Sect.                                  | 1 N.          | 1 J.          |               |               |               |               |               |               |
| Уровни: N. = новичок; J. = юниор GP = Гран-При |               |               |               |               |               |               |               |               |

### Скандалы
В июне 2021 года Майнера отстранили на 6 месяцев — это связано с обвинениями в сексуальных домогательствах. Ему запрещено участвовать в любом качестве и в любых программах, в организации которых принимали участие Олимпийский и Паралимпийский комитет США, а также национальные спортивные федерации.